# Delmagyar.hu
A Délmagyar.hu magyarországi regionális hírportál. A www.delmagyar.hu , illetve a www.delvilag.hu domain alatt érhető el. Elsősorban a dél-alföldi régióban élők látogatják. Legtöbb látogatója Szegedről, Hódmezővásárhelyről, Makóról, Szentesről és Csongrádról való.

## Története
A Délmagyar.hu a szegedi Délmagyarország napilap (és tiszántúli kiadása, a „Délvilág”) internetes változataként indult.
A Délmagyar.hu domainnév alatt 1999. május 1-jén jelent meg először oldal, amelyen a Délmagyarország és a Délvilág cikkeit lehetett olvasni. Ez mindössze a  cikkoldalakból és egy keresőből állt. A cikkek felvitele 2000 májusától több mint egy éven át szünetelt.
A Délmagyarország napilap kiadóját 2000-ben átvevő brit Northcliffe Newspapers Group magyarországi vállalata, a Lapcom Kft. 2001 áprilisában tűzte ki egy online hírportál fejlesztésének tervét. A portál 2001. október 1-jén indult el Szegeden.
Legutóbb 2007 őszén változott meg arculata.

## Tartalma
Hírportál jellegét megőrizve fokozatosan a képi és mozgóképi megjelenítés felé tart. A portálon megjelenő állásajánlatok, ingatlan- és járműhirdetések, valamint apróhirdetések fontos részét képezik a tartalomnak. A portálon megtalálható Szeged, Csongrád-Csanád vármegye, illetve a dél-alföldi régió programkínálata is. Fóruma mellett cikkeinek kommentezése nyújt lehetőséget az interaktivitásra.

## Látogatottsága
Látogatói forgalmát a Medián Webaudit szolgáltatása méri. A portál adatai a Lapcom Kiadó Webaudit-fiókban találhatók meg.
| A Délmagyar.hu egyedi látogatói | 2007. 18. hét | 2008. 18. hét |
| ------------------------------- | ------------- | ------------- |
| átlag                           | 4 706         | 15 396        |
| szabadnapok                     | 3 688         | 9 095         |
| munkanapok                      | 6 063         | 17 916        |